# 家乡军第27沃伦步兵师

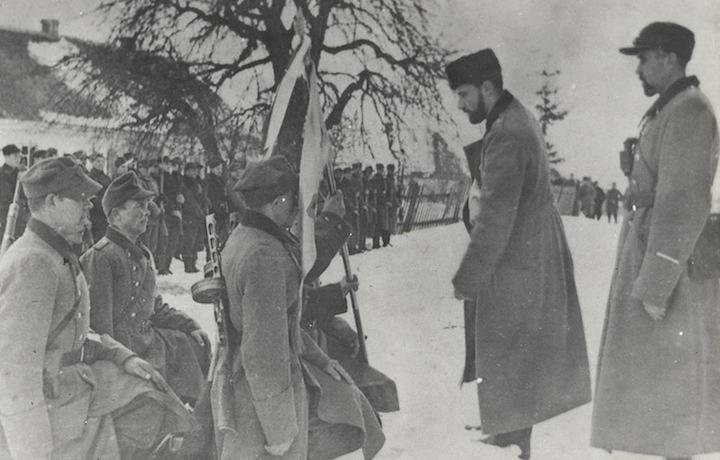
第27沃伦步兵师

第27沃伦步兵师（波蘭語：27 Wołyńska Dywizja Piechoty）是波蘭家鄉軍于1944年在沃伦地区组建的部队。该师组建于1944年1月15日，其兵员出自成立于沃里尼亞與東加利西亞地區的種族滅絕期间的诸多小型游击自卫部队。
家乡军第27沃伦步兵师参与过风暴行动，是第一个与德军进行公开交战的家乡军大型军事单位。
该师大部分军官、士官和士兵都被NKVD逮捕，送进古拉格。只有很少一部分加入了蘇聯红军或者受苏方控制的波兰人民军。